# UGM-133A Трайдент II (D5)
UGM-133A Трайдент II (D5) (англ. UGM-133A Trident II (D5) — «трезубец») — американская трёхступенчатая баллистическая ракета четвёртого поколения, предназначенная для запуска с атомных подводных ракетоносцев (ПЛАРБ).
Разработана Lockheed Martin Space Systems.
Вместе с ракетой «Трайдент I» является частью ракетного комплекса «Трайдент». В 1990 году принята на вооружение ВМС США; в 1995 году — ВМФ Великобритании.
Ракета имеет максимальную дальность 11 300 км и обладает разделяющейся головной частью с блоками индивидуального наведения, оснащёнными термоядерными зарядами мощностью 475 и 100 килотонн. Благодаря высокой точности БРПЛ способна эффективно поражать малоразмерные высокозащищённые цели — углублённые бункеры и шахтные пусковые установки МБР.
По состоянию на 2018 год «Трайдент II» — единственная БРПЛ, оставшаяся на вооружении ПЛАРБ ВМС США и ВМФ Великобритании. Боезаряды, развёрнутые на «Трайдент II», составляют 52 % от СЯС США и 100 % — СЯС Великобритании.
Носителями «Трайдент II» являются 14 американских ПЛАРБ типа «Огайо» и 4 британских ПЛАРБ типа «Вэнгард».

## История разработки
Очередная трансформация взглядов американского политического руководства на перспективы ядерной войны началась примерно со второй половины 1970-х годов. Большинство учёных придерживались мнения, что для США губителен даже ответный советский ядерный удар. Поэтому была принята теория ограниченной ядерной войны для Европейского театра военных действий. Для её реализации были необходимы новые ядерные вооружения.

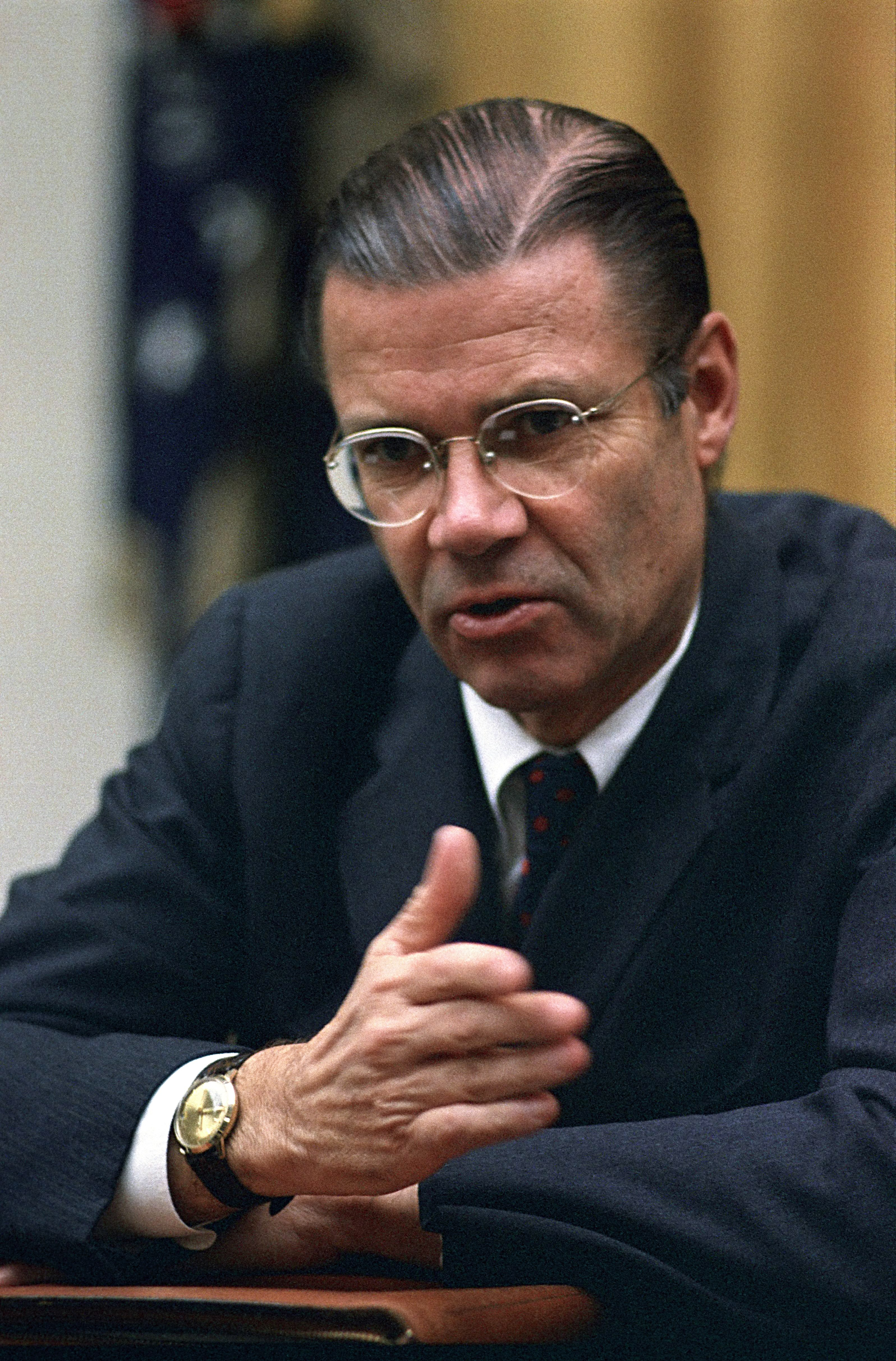
Роберт Макнамара, 1967 год

Министерством обороны США ещё 1 ноября 1966 года была начата исследовательская работа по стратегическим вооружениям STRAT-X. Первоначально целью программы была оценка проекта новой стратегической ракеты предложенной ВВС США — будущей MX. Однако под руководством министра обороны Роберта Макнамары были сформулированы правила оценки, согласно которым одновременно должны оцениваться и предложения других родов сил. При рассмотрении вариантов производился расчёт стоимости создаваемого комплекса вооружений с учётом создания всей инфраструктуры базирования. Производилась оценка количества выживших боезарядов после ядерного удара противника. Полученная стоимость «выжившего» боезаряда была основным критерием оценки. От ВВС США, кроме МБР с развёртыванием в шахте повышенной защищённости, поступил на рассмотрение вариант использования нового бомбардировщика B-1.
ВМС США предложили систему стратегического вооружения ULMS (англ. Undersea Long-range Missile System). Основой системы были подводные лодки с новыми ракетами увеличенной дальности EXPO (англ. EXpanded «POseidon»). Дальность ракеты позволяла выпускать весь боекомплект сразу после выхода из базы.
Программа ULMS выиграла конкурс STRAT-X. Министром обороны США было одобрено решение координационного комитета ВМФ (англ.  Decision Coordinating Paper (DCP) No. 67) № 67 от 14 сентября 1971 года по ULMS. Было утверждено поэтапное развитие программы. На первом этапе в рамках программы EXPO создавалась ракета увеличенной дальности в габаритах ракеты «Посейдон» и разработка новой ПЛАРБ типа «Огайо». А в рамках второго этапа ULMS II — создание ракеты больших габаритов с повышенной дальностью. Решением министра от 23 декабря 1971 года в бюджет ВМС был заложен ускоренный график работ с планируемым развёртыванием ракет в 1978 году.
С мая 1972 года вместо термина UMLS для обозначения программы стали использовать термин «Трайдент». Соответственно ракета, создаваемая по первому этапу — EXPO (англ. EXpanded «POseidon»), получила наименование «Трайдент I C4», а создаваемая по второму этапу работ ракета большей дальности — «Трайдент II D5» (англ. Trident II D5).
Первоначально, в целях снижения стоимости и ускорения сроков работ, рассматривались три варианта реализации «Трайдент II»:
- удлинённый вариант C4 — ракета диаметром 1,8 метра (71 дюйм) с увеличенной длиной ступеней;
- первая ступень с увеличением диаметра до 2,1 метра (84 дюймов), а вторая и третья ступени от C4;
- базовый вариант — ракета диаметром 2,1 метра (84 дюйма).

В 1974 году был утверждён план работ. Работы должны были начаться в 1974 году с принятием ракеты на вооружение в 1985 году.
Сроки начала работ неоднократно откладывались в связи с финансовыми трудностями. К реализации программы НИОКР приступили только в октябре 1977 года. Головным подрядчиком по разработке ракеты стала фирма «Lockheed Missiles and Space Company». Бюджет программы постоянно урезался (так в 1979 финансовом году было выделено всего 5 миллионов долларов вместо запрашиваемых 15). С 10 февраля 1975 года по директиве министра обороны рассматривались варианты унификации с армейской ракетой MX Пискипер вплоть до разработки единой ракеты. Этот вариант также настойчиво рекомендовался Конгрессом. В конечном счёте в декабре 1979 года было принято решение отказаться от унификации ракет, поскольку экономия средств (около 300 миллионов долларов) не компенсировала значительное ухудшение тактико-технических характеристик.
Всё это привело к тому, что сроки принятия ракеты на вооружение постоянно откладывались. После серии испытаний, ракета была принята на вооружение в 1990 году.

## Задействованные структуры
Традиционно для проектов разработки американских ракетных вооружений, проект «Трайдент» имел только в первой очереди более дюжины подрядчиков, пятерых крупных подрядчиков во второй, а также несколько тысяч подрядчиков третьей очереди (субподрядчиков, законтрактованных подрядчиками первой и второй очереди по собственному усмотрению), между которыми были распределены различные функции по разработке и производству отдельных узлов и агрегатов ракеты. К компаниям-подрядчикам первой и второй очереди относились (с указанием выделенных бюджетных средств в миллионах долларов по курсу на момент ассигнования):
Частный сектор
Ракета
- Lockheed Missiles and Space — корпус, аэродинамические элементы, сборка ($776,5);
- General Electric Ordnance Systems — боевая часть Mk 5 ($43,4);

Силовая установка
- Morton Thiokol / Hercules Aerospace (образовали краткосрочный консорциум) — двигатели первой и второй ступени;
- United Technologies Chemical Systems Division — двигатель третьей ступени;
- Atlantic Research — газовый аккумулятор давления;

Средства запуска
- Westinghouse Electric — пусковая установка ($14,8);
- General Electric — электрическая цепь запуска Mk 98;

Авионика
- Charles Stark Draper Laboratory — система наведения ($78,7);

- General Electric;
- Raytheon ($26,9);
- Singer Company Kearfott Division ($38,3);
- Hughes Aircraft ($60,1);

- Sperry Systems — бортовая навигационная аппаратура;

- General Electric;
- North American Aviation Autonetics;

- Rockwell International — инерциальные устройства навигационной аппаратуры;

Средства базирования
- Electric Boat — плавсредства-носители ракет;

Вспомогательные средства
- Interstate Electronics — контрольно-проверочное оборудование.

А также свыше четырёх тысяч малых предприятий — подрядчиков третьей очереди (что отнюдь не было рекордом для проектов ВПК США), выполнявших заказы малой важности по своей основной специализации, передоверенные более крупными контрагентами, чтобы те, в свою очередь, могли сконцентрироваться на выполнении основного объёма работ первостепенной важности, перечисленных выше (среди прочего, подрядчикам третьей очереди было отведено производство и поставка полимерных и композитных материалов, расходных материалов, некоторых деталей и т. д.). Как видно из представленного выше списка, General Electric, будучи подрядчиком первой очереди, одновременно выступала подрядчиком второй очереди для Sperry Systems в разработке навигационной аппаратуры и для Лаборатории им. Чарльза Старка Дрейпера в создании системы наведения.
Государственный сектор
Как и в предыдущих проектах создания БРПЛ, в отличие от ракетных вооружений наземного и авиационного базирования, функции системного интегратора проекта не были доверены частному предприятию, а возлагались на структурное подразделение ВМС:
- Strategic Systems Program Office — системная интеграция и контроль над ходом работ;

Основные государственные учреждения, участвующие в проекте, были специально созданы для этих целей на военно-морской базе ВМС США «Кингс-бей»:
- Strategic Weapons Facility, Atlantic — сборка и хранение;
- Trident Refit Facility, Atlantic — текущий и капитальный ремонт, техническое обслуживание;
- Trident Training Facility, Atlantic — подготовка матросов, старшин и офицеров-подводников к эксплуатации ракет.

## Участие Великобритании

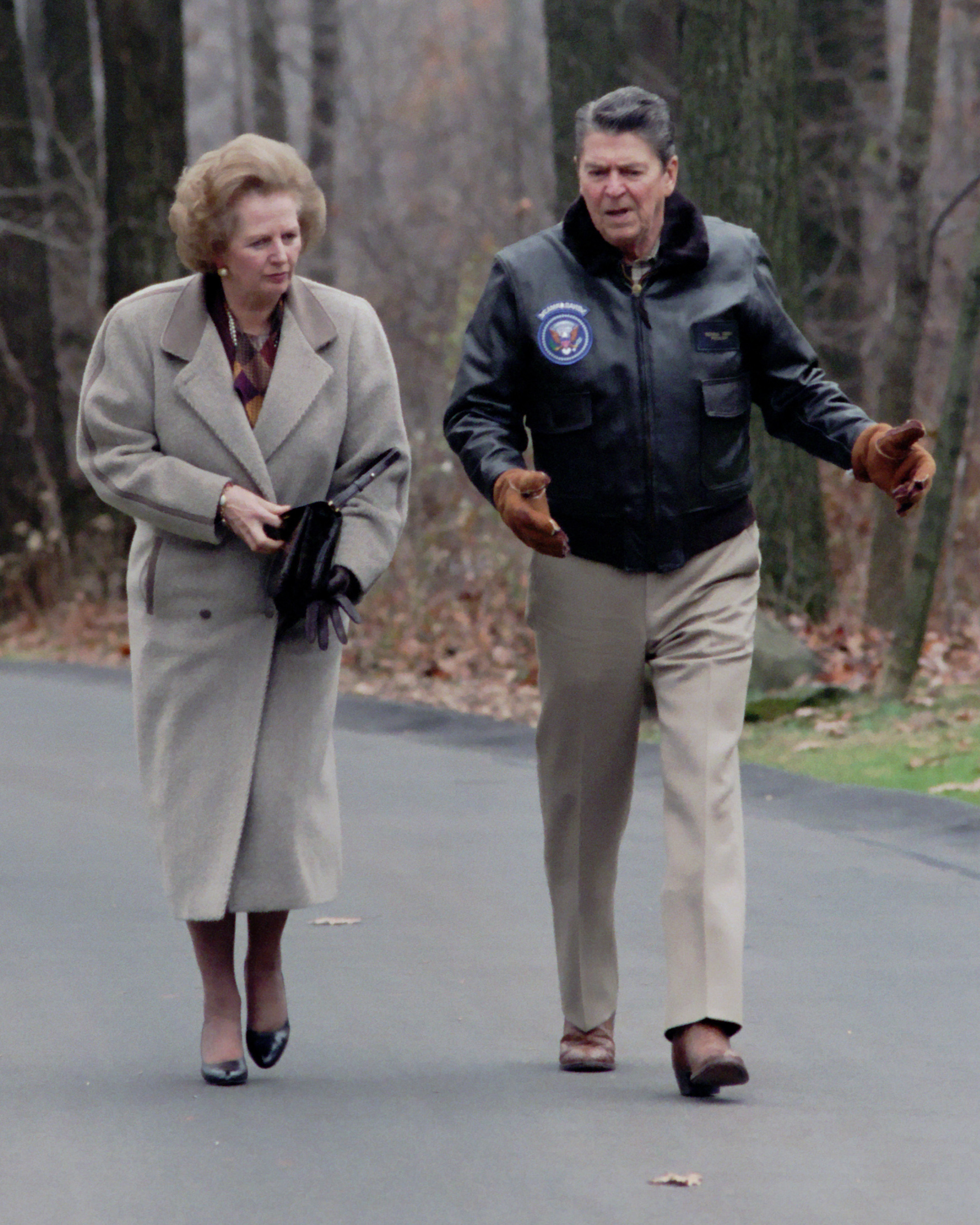
Маргарет Тэтчер и Рональд Рейган

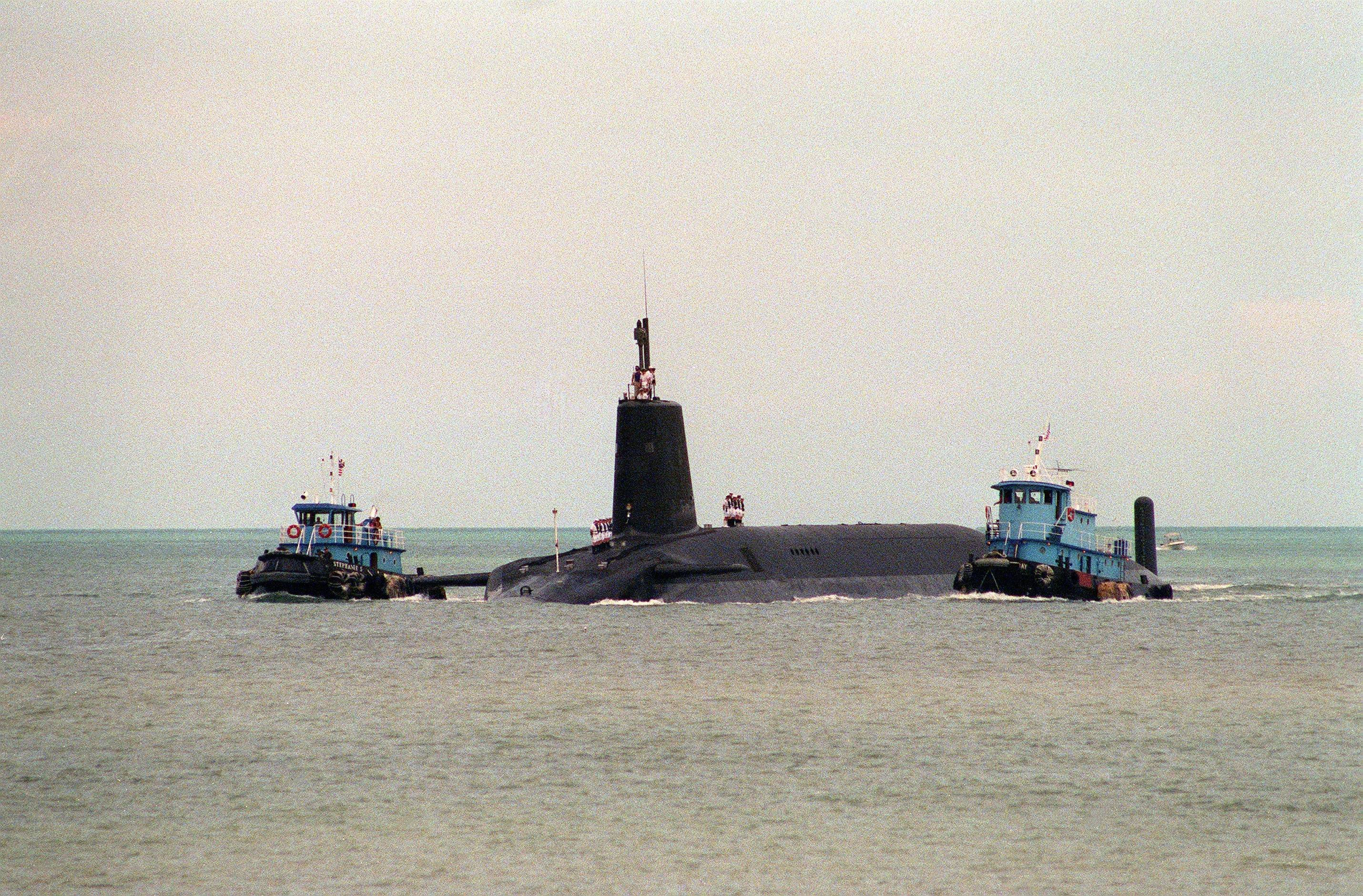
Первая подводная лодка типа «Вэнгард»

Для приобретения королевским ВМФ системы «Трайдент» было использовано соглашение между США и Великобританией по продаже ракетной системы Поларис (англ. Polaris Sales Agreement). Великобритания закупила ракеты системы «Трайдент» для установки на своих ПЛАРБ типа «Вэнгард».
Премьер-министр Великобритании Маргарет Тэтчер 10 июля 1980 года написала президенту США Картеру письмо с просьбой об утверждении поставки «Трайдент I С4». Однако в 1982 году Тэтчер направила президенту Рейгану просьбу Соединённого Королевства рассмотреть возможность приобретения системы «Трайдент II D5». Это разрешение было получено от США в марте 1982 года. Согласно этому соглашению кроме стоимости самих ракет, Великобритания обязана была оплатить 5 % стоимости оборудования, необходимого для НИОКР. Через специальный фонд (англ. Polaris Trust Fund) в рамках этих обязательств было переведено 116 миллионов долларов. Ракеты, закупаемые Великобританией, оснащались боевыми блоками собственной разработки. Техническое обслуживание и модернизация ракет в процессе эксплуатации осуществляются специалистами из США.

## Конструкция

1 — аэродинамическая игла (в сложенном положении); 2 — двигатель третьей ступени; 3 — носовой колпак; 4 — боевые блоки W88/Mk5; 5 — носовой обтекатель; 6 — отсек оборудования, включая боевую ступень; 7 — двигатель второй ступени; 8 — переходный отсек; 9 — двигатель первой ступени

### Конструкция маршевых ступеней
Ракета «Трайдент-2» — трёхступенчатая, с расположением ступеней типа «тандем». Длина ракеты 13 530 мм (532,7 дюйма), максимальная стартовая масса 59 078 кг (130 244 фунтов). Все три маршевые ступени оснащены РДТТ. Первая и вторая ступень имеют диаметр 2108 мм (83 дюйма) и соединены между собой переходным отсеком. Носовая часть имеет диаметр 2057 мм (81 дюйм). Включает в себя двигатель третьей ступени, занимающий центральную часть головного отсека и ступень разведения с боевыми блоками расположенную вокруг него. От внешних воздействий носовая часть закрыта обтекателем и носовым колпаком с раздвижной телескопической аэродинамической иглой.
Двигатели первой и второй ступеней разрабатывались совместным предприятием созданным фирмами Hercules Inc. (англ. Hercules Inc.) и Thiokol. Корпуса двигателей первой и второй ступени являются одновременно корпусом соответствующих ступеней и изготовлены из углерод-эпоксидного композита. Двигатель третьей ступени разрабатывался фирмой United Technologies Corp. и первоначально выполнялся из кевлар-эпоксидного композита. Но в процессе производства, после 1988 года, его также стали изготавливать из углерод-эпоксидного композита. Это дало прирост дальности (за счёт снижения массы корпуса) и устранило возникновение электростатических потенциалов пары углерод / кевлар.
В РДТТ «Трайдент-2» применяется смесевое ракетное топливо. 75 процентов топлива составляют твёрдые компоненты — октоген, алюминий, и перхлорат аммония. В качестве связующего используются полиэтиленгликоль, нитроцеллюлоза, нитроглицерин и гексадиизоцианат. Отличие от топлива «Трайдент-1» заключаются в применении полиэтиленгликоля (PEG) вместо полигликоль адипата (PGA). Это позволило увеличить процент твёрдых веществ с 70 до 75. Топливо получило обозначение PEG/NG75. Производитель топлива фирма Joint Venture дала ему обозначение NEPE-75 (от англ. Nitrate Ester Plasticized Polyether — полиэфир, пластифицированный эфиром азотной кислоты).
Двигатели всех трёх ступеней имеют качающееся утопленное сопло облегчённой конструкции из композитного материала на основе графита. В отличие от применённых на «Трайдент-1» сегментированных сопловых вставок из пиролитического графита, в соплах на «Трайдент-2» применена более стойкая к износу при повышенных температурах цельная вставка из углерод-углеродного композита.
На всех трёх ступенях управляющее усилие по тангажу и рысканью осуществляется за счёт управления вектором тяги с помощью отклонения сопел. Управление по углу крена не ведётся. Его корректировка производится при работе двигательной установки блока разведения. Углы поворота сопел подобраны исходя из потребных усилий для корректировки траектории и не превышают 6—7°. Как правило, максимальное отклонение составляет 2—3° при включении двигателя после выхода из воды. Во время остального полёта обычно не превышает 0,5°.
Тяга двигателя первой ступени — 91 170 кгс. После включения двигателя первой ступени ракета поднимается вертикально и начинает отрабатывать программу полёта. Время работы двигателя первой ступени 65 секунд. На высоте порядка 20 км, после выключения двигателя первой ступени, происходит отстрел первой ступени и включение двигателя второй ступени. Этот двигатель также работает 65 секунд, после чего происходит его выключение и запуск двигателя третьей ступени. Через 40 секунд, происходит отключение двигателя третьей ступени, её отделение и начинается этап разведения боеголовок.
Головной обтекатель защищает ракету при движении в воде и плотных слоях атмосферы. Отделение обтекателя производится во время работы второй ступени. Увод обтекателя с траектории ракеты производится с помощью твердотопливных двигателей. Для снижения аэродинамического сопротивления в плотных слоях используется раздвижная телескопическая аэродинамическая игла. Конструктивно она из себя представляет раздвижную штангу из 7 частей с диском на конце. До старта игла в сложенном состоянии находится в головном обтекателе в нише двигателя третьей ступени. Её выдвижение происходит с помощью порохового аккумулятора давления на высоте около 600 метров в течение 100 мс. Применение иглы позволило значительно увеличить дальность полёта ракеты. Для ракеты «Трайдент-1» прибавка в дальности составила 550 км.

### Конструкция головной части

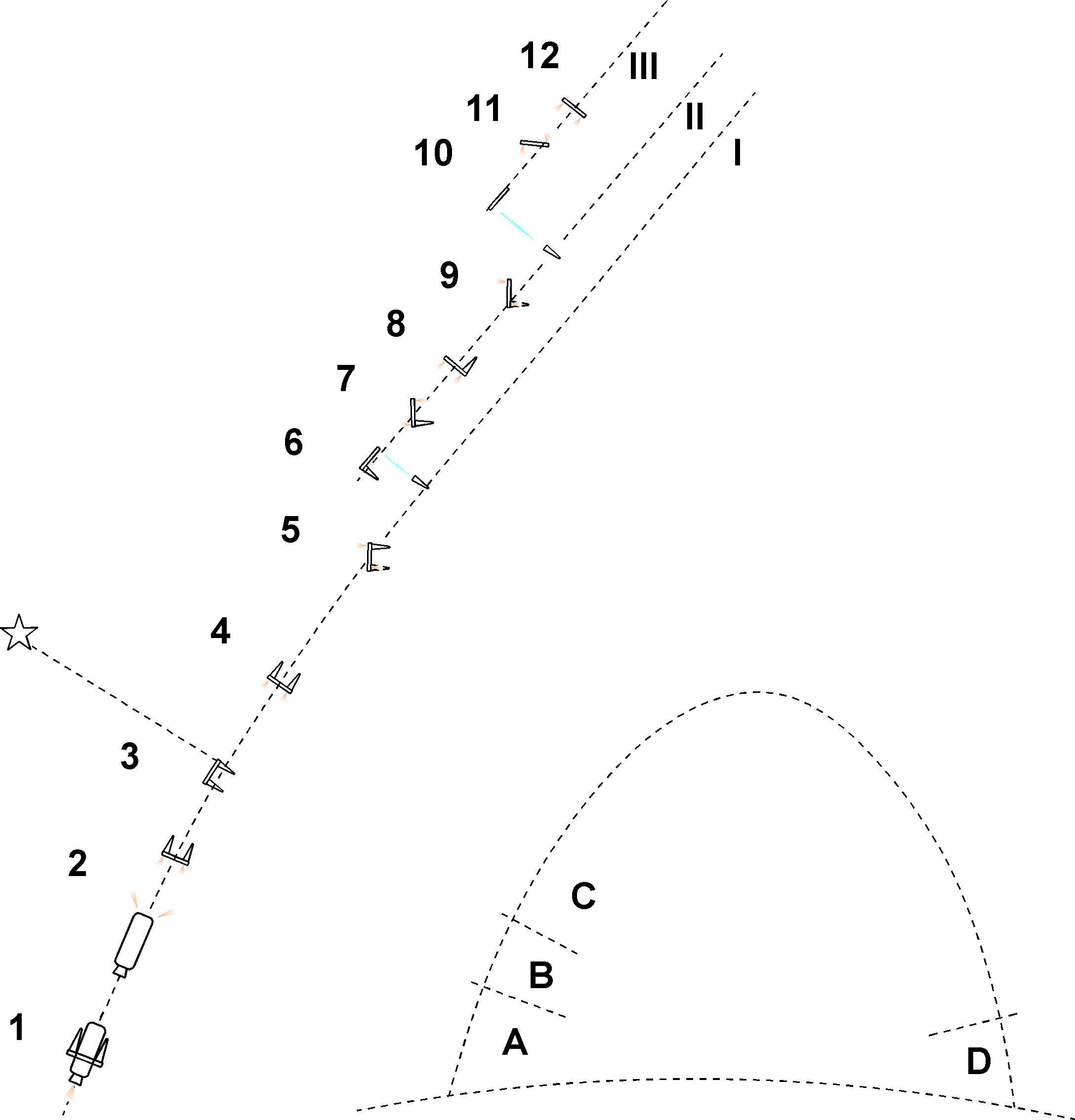
Схема полёта ракеты «Трайдент-2» на участке разведения боевых блоков (условно показаны только 2 боевых блока)
1 — окончание работы третьей ступени; 2 — разделение третьей ступени и блока разведения; 3 — ориентация блока разведения, получение данных системой астрокоррекции (астровизирование); 4 — ориентация ступени разведения, разгон до необходимой скорости; 5 — разворот; 6 — отделение боевого блока, включая боевую ступень (условно показано расположение блока разведения на траектории полёта второго боевого блока, на самом деле он выходит на неё в течение работы на участке 8); 7 — разворот; 8 — полная тяга, разгон до скорости, необходимой для отделения 2-го ББ; 9 — разворот; 10 — отделение 2-го ББ; 11 — разворот; 12 — увод блока разведения с траектории полёта ББ
I — траектория полёта первого боевого блока; II — траектория полёта второго боевого блока; III — траектория полёта блока разведения
A — активный участок траектории, работа первых трёх ступеней. B — участок разведения боевых блоков, работа блока разведения; C — пассивный участок, полёт боевых блоков по баллистической траектории; D — участок полёта в плотных слоях атмосферы.

Головная часть ракет разрабатывалась фирмой «Дженерал электрик». В её состав кроме ранее указанных обтекателя и РДТТ третьей ступени входят приборный отсек, боевой отсек и двигательная установка. В приборном отсеке устанавливаются системы управления, разведения боеголовок, источники электропитания и другое оборудование. Система управления контролирует работу всех трёх ступеней ракеты и ступени разведения.
ЭВМ и управляющие цепи, входящие в систему управления Mk6, размещены в блоке в нижней части приборного отсека. Также в задней части ступени разведения расположен второй блок в составе гиростабилизированный платформы (два гироскопа, три акселерометра и датчики системы астрокоррекции) и системы термостатирования. В верхней части приборного отсека расположена система разведения боеголовок. Эта система производит выработку команд на маневрирование боевой ступени, вводит данные в системы подрыва боеголовок (высоту подрыва), производит их взведение и вырабатывает команду на отделение боевых блоков.
В состав двигательной установки ступени разведения входят четыре газогенератора и 16 «щелевых» сопел. Для разгона ступени разведения и её стабилизации по тангажу и рысканью предназначены четыре сопла расположенных на верхней части и четыре на нижней. Оставшиеся восемь сопел предназначены для создания управляющих усилий по крену. Газогенераторы разрабатывались фирмой «Atlantic research», представляют собой пороховые газогенераторы с удельным импульсом порядка 236 с и объединены в два блока. Блок «А» в составе двух газогенераторов начинает работу после отделения РДТТ третьей ступени. Блок «Б» из ещё двух газогенераторов включается после прекращения работы блока «А». Истечение газа из сопел производится постоянно. Управляющие усилия возникают за счёт перекрытия / раскрытия части сопел.
По сравнению со схемой работы ступени разведения ракеты «Трайдент-1», на «Трайдент-2» введён ряд усовершенствований. В отличие от полёта С4, на участке разгона боевые блоки смотрят «вперёд». После отделения РДТТ третьей ступени происходит ориентация ступени разведения в положение необходимое для астрокоррекции. После этого на основании уточнённых координат БЦВМ производит расчёт траектории, ступень ориентируется блоками вперёд и происходит разгон до необходимой скорости. Ступень разворачивается и происходит отделение одного боевого блока как правило вниз по отношению к траектории под углом 90 градусов. В том случае если отделяемый блок находится в поле действия одного из сопел, оно перекрывается. Три оставшихся работающих сопла начинают разворот боевой ступени. Тем самым снижается воздействие на ориентацию боевого блока двигательной установки, что повышает точность. После ориентирования по ходу полёта начинается цикл для следующего боевого блока — разгон, разворот и отделение. Эта процедура повторяется для всех боеголовок. В зависимости от удаления района пуска от цели и траектории ракеты боеголовки достигают объектов поражения через 15—40 мин после запуска ракеты.
В боевом отсеке могут размещаться до 8 боеголовок W88 мощностью 475 кт или до 14 W76 мощностью 100 кт. При максимальной нагрузке ракета способна забросить 8 блоков W88 на дальность 7838 км.
По результатам испытаний блока W76 в конструкцию W88 был внесён ряд изменений. В конструкции носового обтекателя применён носок из углерод-углеродного композита с металлизированным центральным стержнем. В результате этого при проходе через плотные слои атмосферы происходит более равномерная абляция материала носка и снижается отклонение боевого блока.
Эти усовершенствования, а также применение на ракете аппаратуры астрокоррекции в совокупности с повышением эффективности навигационной системы ПЛАРБ позволило получить для блоков W88 КВО 120 метров. При использовании в ИНС для коррекции координат системы NAVSTAR КВО достигает 90 метров.
При поражении ракетных шахт противника используется так называемый способ «2 по 1» — нацеливание на одну шахту МБР двух боевых блоков с разных ракет. При этом вероятность поражения цели составляет 0,95. Производство блоков W88 было ограничено 400 единицами. Поэтому большинство ракет вооружается ББ W76. В случае использования двух менее мощных блоков при способе «2 по 1» вероятность выполнения задачи снижается до 0,84.
Британские боеголовки разрабатывались лабораторией Atomic Weapons Establishment (англ. Atomic Weapons Establishment) в Aldermaston. Разработка велась при активном участии специалистов из США. Эти боеголовки конструктивно подобны боеголовкам W-76. Согласно неподтверждённым данным в британской боеголовке используется корпус Mk4 от боевого блока W-76, а британские специалисты занимались разработкой ядерного боезаряда. В отличие от американских боеголовок британские имеют три опции подрыва — 0,3 кт, 5—10 кт и 100 кт.

### Система хранения и пуска ракет
Для ракеты «Трайдент II», традиционно для американского флота, применён «сухой» метод старта — из сухой ракетной шахты, без заполнения её водой. На ПЛАРБ «Огайо», вооружённых комплексом «Трайдент II», установлена система хранения и пуска ракет Mk35 mod 1. Система состоит из шахтных пусковых установок, подсистемы выброса ракеты, подсистемы контроля и управления пуском и погрузочного оборудования ракет. Ракетная шахта представляет собой стальной цилиндр, жёстко закреплённый в корпусе лодки. С целью возможности установки «Трайдент II» ракетная шахта по сравнению с предыдущими лодками типа «Лафайет» была увеличена (диаметр составляет 2,4 метра, а длина 14,8 метров). Шахта сверху закрывается крышкой с гидравлическим приводом. Крышка обеспечивает герметизацию шахты и рассчитана на то же давление, что и прочный корпус. Пусковая установка имеет четыре контрольно-наладочных лючка для проведения осмотров. Один люк расположен на уровне первой палубы ракетного отсека. Два люка, предназначенные для доступа к приборному отсеку и разъёму — на уровне второй палубы. Ещё один люк, для доступа к подракетной камере, расположен на уровне четвёртой палубы. Специальный механизм блокировки обеспечивает защиту от несанкционированного проникновения и управляет открытием крышки и технологических лючков.
Внутри шахты устанавливается пусковой стакан и оборудование подачи парогазовой смеси. Пусковой стакан накрывается мембраной, предотвращающей попадание воды внутрь при открывании крышки во время старта. Мембрана имеет куполообразную форму и изготавливается из фенольной смолы, армированной асбестом. При запуске ракеты, с помощью установленных на её внутренней стороне профилированных зарядов взрывчатого вещества, мембрана разрушается на центральную и несколько боковых частей. Пусковая шахта оснащена штекерным разъёмом нового типа, предназначенным для соединения ракеты с системой управления стрельбой, автоматически отсоединяемым в момент пуска ракеты.
Перед пуском в шахте создаётся избыточное давление. В каждой шахте для формирования парогазовой смеси установлен пороховой аккумулятор давления (ПАД). В пусковой установке смонтирован патрубок для подачи парогазовой смеси и подракетная камера, в которую поступает парогаз. Газ, выходя из ПАД-а, проходит через камеру с водой, частично охлаждается и, поступая в нижнюю часть пускового стакана, выталкивает ракету с ускорением порядка 10g. Ракета выходит из шахты со скоростью приблизительно 50 м/с. При движении ракеты вверх происходит разрыв мембраны и в шахту начинает поступать забортная вода. Крышка шахты закрывается автоматически после выхода ракеты. Вода из шахты выкачивается в специальную заместительную цистерну. Для удержания подводной лодки в стабильном положении и на заданной глубине производится управление работой гироскопических стабилизирующих устройств и перекачка водного балласта.
Пуск ракет может осуществляться с 15—20-секундным интервалом с глубины до 30 метров, при скорости хода около 5 узлов и волнении моря до 6 баллов. Все ракеты могут быть выпущены в одном залпе, но испытательные пуски всего боекомплекта никогда не производились.
В воде происходит неуправляемое движение ракеты и после выхода из воды по данным сигнала датчика ускорений включается двигатель первой ступени. В штатном режиме включение двигателя происходит на высоте 10—30 метров над уровнем моря.

### Система управления ракетной стрельбой
Система управления ракетной стрельбой предназначена для расчёта данных стрельбы и ввода их в ракету, осуществления предстартовой подготовки, контроля процесса пуска ракет и последующих операций, обеспечения возможности обучения личного состава проведению ракетных стрельб в режиме тренажёра.
На ПЛАРБ типа «Огайо» установлена система управления стрельбой Mk 98. Система позволяет осуществлять перенацеливание ракет в процессе патрулирования ПЛАРБ. При этом возможно как использование подготовленной программы полёта, так и выработка новой программы полёта ракеты по переданным на лодку координатам целей. Перевод всех ракет в состояние минутной готовности к старту осуществляется в течение 15 минут. Во время предстартовой подготовки возможно перенацеливание одновременно всех ракет.
Система управления ракетной стрельбой включает в себя две основные ЭВМ, периферийные ЭВМ, пульт управления ракетной стрельбой, линии передачи данных и вспомогательное оборудование. Основные ЭВМ предназначены для решения задач по составлению программ полёта ракет и управления ракетным комплексом. Периферийные ЭВМ обеспечивают хранение и дополнительную обработку данных, их отображение и ввод в основные ЭВМ. Пульт управления ракетной стрельбой расположен в центральном посту подводной лодки и предназначен для контроля всех этапов предстартовой подготовки, подачи команды на пуск и контроля послепусковых операций.

## Испытания

### Средства обеспечения испытаний
Так же, как и для всех остальных американских БРПЛ, лётно-конструкторские испытания с наземного стенда ракет «Трайдент-2» производились на Восточном ракетном полигоне (он же ракетно-космический центр имени Джона Кеннеди). Основные сооружения полигона расположены на мысе Канаверал полуострова Флорида и занимают площадь порядка 400 км². В его состав входят центр обработки данных, зона сборки и проверки ракет и стартовые комплексы. Специально для испытаний новой ракеты был построен стартовый комплекс № 46 (Launch complex 46 — LC46).
Центр обработки данных, в целях безопасности, расположен в 7 км от стартового комплекса и служит для анализа данных снимаемых на всех стадиях испытания — при предстартовой проверке, при запуске, в полёте и в момент приводнения. В зоне сборки находятся два здания, в которых может одновременно производиться сборка двух ракет и тестирование одной. В состав стартового комплекса входят пусковая установка, подвижная 20-метровая ферма для обеспечения доступа к ракете при предстартовой подготовке, подъёмный кран и подземные помещения с аппаратурой и вспомогательным оборудованием. Все сооружения стартового комплекса связаны между собой и с зоной сборки ракет железнодорожными путями.
В 150 километрах к югу от пускового комплекса, в районе национального парка Джонатан Дикинсон, расположена система контроля FTSS-2 (англ. Flight Test Support System), предназначенная для снятия телеметрической информации о работе узлов ракеты во время лётных испытаний. Она служит также для связи со средствами, проводящими слежение за полётом ракеты. Для получения данных о координатах полёта ракеты используются различные технические средства, в том числе спутниковая навигационная система НАВСТАР.
Трасса полёта ракет запускаемых с Восточного полигона США начинается с мыса Канаверал и тянется на юго-восток вдоль гряды Багамских островов, над островом Гранд-Терк (1280 км от стартовой площадки), Пуэрто-Рико (1600 км), вдоль побережья Гвианы (3500 км), Бразилии (6000 км), через Атлантический океан к мысу Доброй Надежды на южном побережье Африки (12 000 км) и через Индийский океан в Антарктику (20 000 км). Вдоль трассы полёта ракеты располагаются средства, производящие слежение за полётом ракеты. К ним относятся наземные станции, надводные суда и самолёты. 25 наземных станций слежения оборудованы теодолитными установками со специальными киносъёмочными аппаратами. Эти станции позволяют производить измерение координат ракеты с максимальной погрешностью, не превышающей 140 мм на 1 км удаления, что позволяет им наблюдать за объектом размерами с футбольный мяч на дальности в 13 км.
В конце 1980-х годов к Восточному полигону приписаны два специальных судна слежения за полётами космических объектов и ракет «Рэндж сентинел» (T-AGM-22) (англ. USS Range Sentinel (AGM-22)) и «Редстоун» (T-AGM-20) (англ. USNS Redstone (T-AGM-20)). Корабли слежения имеют специальное оборудование для приёма информации от телеметрических и оптических средств. Слежение за полётами баллистических ракет также осуществляется с самолётов, базирующихся на авиабазе Патрик (штат Флорида). Для выполнения этих задач привлекаются самолёты ЕС-135 ARIA (англ. Advanced Range Instrumentation Aircraft) и EC-18B ARIA.
При проведении пусков с подводной лодки ракетоносец прибывает на временный пункт базирования Порт-Канаверал (англ. Port Canaveral). Здесь оборудованы специальные причалы для стоянки ПЛАРБ. Руководство пуском осуществляется из центра управления полигоном. Подводная лодка в сопровождении судна слежения занимает место в 30—50 морских милях к востоку от мыса Канаверал. С помощью судна слежения осуществляется координация взаимодействия средств обеспечения и ракетной лодки, управление ПЛАРБ, контроль её точного месторасположения и обеспечение навигационной безопасности.

### Программа проведения испытаний
По программе испытаний «Трайдент-2 D5» первоначально планировалось 20 пусков со стартовой площадки LC-46 на мысе Канаверал (Research and development launch — R&D) и 10 пусков с ПЛАРБ типа «Огайо» в подводном положении (performance evaluation missile launch — PEM). Лётные испытания начались в январе 1987 года и продолжались до 1989 года. Эта программа была сокращена до 19 R&D и 9 PEM.
Из 15 запусков проведённых до сентября 1988 года 11 были признаны полностью успешным, один частично успешным, 2 неудачными и один запуск был признан внетестовым (во время 15 запуска все показатели были в норме, но было принято решение об уничтожении ракеты). Несмотря на большой процент удачных пусков в каждом из неудачных запусков обнаруживались новые проблемы на различных этапах полёта ракеты.
Во время седьмого запуска, который был признан частично успешным, была выявлена проблема в системе управления. Отказал один из клапанов, управляющий потоком горячих газов в системе отклонения двигателя первой ступени. По результатам телеметрии было определено что клапан перегрелся либо загрязнился и остался в закрытом положении.
В ходе девятого запуска на 14-й секунде работы третьей ступени ракета потеряла управление и самоликвидировалась. По результатам анализа было выявлено что вышел из строя один из источников питания, что привело к отказу в работе бортового компьютера. Эта проблема была решена путём незначительных изменений в бортовом компьютере и в дальнейшем проблема не возникала.
В ходе 13-го старта возникла проблема связанная с системой отклонения вектора тяги. В результате этого ракета отклонилась от расчётной траектории и была уничтожена по команде с земли на 55 секунде полёта.
В ходе 15-го запуска было принято решение о ликвидации ракеты, хотя все системы ракеты работали исправно. Сказалось случайное стечение нескольких факторов. Специфика траектории полёта, неблагоприятные погодные условия и динамика полёта ракеты привели к тому, что ракета вышла за пределы коридора безопасности и офицер, управляющий полётом, принял решение о ликвидации ракеты. Данный запуск был признан «не зачётным».
Весной 1989 года начался следующий этап испытаний — с ПЛАРБ в подводном положении. Пуски осуществлялись с борта новой SSBN 734 «Теннесси» типа «Огайо». Первый запуск PEM-1 был осуществлён 21 марта 1989 года и окончился неудачей.
Также неудачным был PEM-4. Было выявлено негативное воздействия на сопловой блок первой ступени водяного столба, возникающего при включении РДТТ после выхода ракеты из воды. Конструкторам пришлось внести изменения в конструкцию первой ступени и пусковой шахты. Ценой данного решения стало снижение дальности полёта. После доработки ракеты программу испытаний продолжили. За всё время испытаний было произведено 28 пусков, из них 4 кончились неудачей, а 1 признан «не тестовым».
Ракета была принята на вооружение в 1990 году.
| Перечень пусков по программе лётных испытаний | Перечень пусков по программе лётных испытаний | Перечень пусков по программе лётных испытаний | Перечень пусков по программе лётных испытаний | Перечень пусков по программе лётных испытаний | Перечень пусков по программе лётных испытаний |
| № запуска                                     | дата и время                                  | № ракеты                                      | вид запуска                                   | место запуска                                 | результат                                     |
| --------------------------------------------- | --------------------------------------------- | --------------------------------------------- | --------------------------------------------- | --------------------------------------------- | --------------------------------------------- |
| 1                                             | 15 января 1987 года, 15:25                    | D5X-1                                         | R&D                                           | CC LC-46                                      | успешный запуск                               |
| 2                                             | 17 марта 1987 г., 17:25                       | D5X-2                                         | R&D                                           | CC LC46                                       | успешный запуск                               |
| 3                                             | 30 апреля 1987 г., 20:44                      | D5X-3                                         | R&D                                           | CC LC46                                       | успешный запуск                               |
| 4                                             | 12 июня 1987 г., 22:45                        | D5X-5                                         | R&D                                           | CC LC46                                       | успешный запуск                               |
| 5                                             | 20 июля 1987 г., 20:45                        | D5X-6                                         | R&D                                           | CC LC46                                       | успешный запуск                               |
| 6                                             | 8 сентября 1987 г., 22:01                     | D5X-4                                         | R&D                                           | CC LC46                                       | успешный запуск                               |
| 7                                             | 6 октября 1987 г., 17:02                      | D5X-8                                         | R&D                                           | CC LC46                                       | частично успешный запуск                      |
| 8                                             | 11 декабря 1987 г., 13:26                     | D5X-10                                        | R&D                                           | CC LC46                                       | успешный запуск                               |
| 9                                             | 21 января 1988 года, 10:08                    | D5X-9                                         | R&D                                           | CC LC46                                       | авария                                        |
| 10                                            | 7 апреля 1988 г., 04:59                       | D5X-11                                        | R&D                                           | CC LC46                                       | успешный запуск                               |
| 11                                            | 28 апреля 1988 г., 04:52                      | D5X-12                                        | R&D                                           | CC LC46                                       | успешный запуск                               |
| 12                                            | 26 мая 1988 г., 02:07                         | D5X-7                                         | R&D                                           | CC LC46                                       | успешный запуск                               |
| 13                                            | 7 июля 1988 г., 22:38                         | D5X-13                                        | R&D                                           | CC LC46                                       | авария                                        |
| 14                                            | 27 августа 1988 г., 20:04                     | D5X-14                                        | R&D                                           | CC LC46                                       | успешный запуск                               |
| 15                                            | 19 сентября 1988 г., 17:44                    | D5X-15                                        | R&D                                           | CC LC46                                       | незачтённый                                   |
| 16                                            | 7 ноября 1988 г., 16:30                       | D5X-18                                        | R&D                                           | CC LC46                                       | успешный запуск                               |
| 17                                            | 16 декабря 1988 г., 12:49                     | D5X-17                                        | R&D                                           | CC LC46                                       | успешный запуск                               |
| 18                                            | 9 января 1989 года, 10:52                     | D5X-19                                        | R&D                                           | CC LC46                                       | успешный запуск                               |
| 19                                            | 26 января 1989 г., 09:07:00                   | D5X-20                                        | R&D                                           | CC LC46                                       | успешный запуск                               |
| 20                                            | 21 марта 1989 г., 16:20                       | PEM-1                                         | PEM                                           | SSBN 734                                      | авария                                        |
| 21                                            | 2 августа 1989 г., 15:00:03                   | PEM-2                                         | PEM                                           | SSBN 734                                      | успешный запуск                               |
| 22                                            | 15 августа 1989 г., 21:10:00                  | PEM-4                                         | PEM                                           | SSBN 734                                      | авария                                        |
| 23                                            | 4 декабря 1989 г., 15:40:03                   | PEM-5                                         | PEM                                           | SSBN 734                                      | успешный запуск                               |
| 24                                            | 13 декабря 1989 г., 14:15:03                  | PEM-11                                        | PEM                                           | SSBN 734                                      | успешный запуск                               |
| 25                                            | 15 декабря 1989 г.,                           | PEM-3                                         | PEM                                           | SSBN 734                                      | успешный запуск                               |
| 26                                            | 15 января 1990 года, 16:45:07                 | PEM-7                                         | PEM                                           | SSBN 734                                      | успешный запуск                               |
| 27                                            | 16 января 1990 г., 16:00:03                   | PEM-6                                         | PEM                                           | SSBN 734                                      | успешный запуск                               |
| 28                                            | 12 февраля 1990 г., 14:10 (?)                 | PEM-8                                         | PEM                                           | SSBN 734                                      | успешный запуск                               |

дальнейшие испытания
129-й подряд успешный запуск (начиная с 4 декабря 1989 года) был проведён 4 сентября 2009 года с борта ПЛАРБ ВМФ США «Уэст Вирджиния».
Серия успешных запусков была продолжена 19 декабря 2009 года 130-м пуском с борта американской ПЛАРБ USS Alaska (SSBN-732) (англ. USS Alaska (SSBN-732)) находившейся в Атлантическом океане.
8 и 9 июня 2010 года с АПЛ «Мэриленд» была выполнена серия из 4 пусков, общее число последовательных успешных запусков достигло 134
В июне 2016 года был проведён испытательный запуск Trident II D5 с борта британской подлодки HMS Vengeance. Однако ракета сбилась с курса и устремилась в сторону США, упав неподалёку от Флориды. Ядерного заряда она не несла.
По данным издания Sunday Times, «чудовищная ошибка» вызвала панику в правительстве Великобритании и провальный запуск решено было скрыть. А через некоторое время после инцидента с ракетой, уже после того, как Т. Мэй заняла пост премьер-министра, Парламент страны поддержал программу по дорогостоящей модернизации Trident.
Сообщается также, что в Минобороны Великобритании не стали отрицать, что ракета сбилась с курса, но сам запуск назвали успешным.
30 января 2024 года был проведён очередной испытательный запуск Trident II D5 с борта британской подлодки HMS Victorious, также окончившийся неудачей. Таким образом, образовалась серия провалов и общий процент неудачных пусков британских ракет Trident достиг 16%. Следующий тестовый пуск ожидается не ранее 2027 года. Vanguard’s failed Trident launch: what do we know?

## Производство и модернизации
В рамках первоначального контракта фирмой Lockheed Martin с 1989 по 2007 год были поставлены 425 ракет «Трайдент II» для ВМС США. Ещё 58 ракет были поставлены ВМФ Великобритании.
В источниках указывается различная стоимость. Называются цифры 29,1 миллиона долларов. В 2006 году говорилось о стоимости одной ракеты 30,9 миллионов долларов. В 2009 году называлась цифра 49 миллионов долларов.
Life Extension Program (LEP).
С 2007 года осуществляется программа продления срока эксплуатации ракет (англ. Life Extension Program, LEP). Необходимость проведения данной программы вызвана тем, что после программы LEP проведённой для ПЛАРБ типа «Огайо» их срок эксплуатации увеличился с 30 до 45 лет. В рамках программы LEP для ракет «Трайдент II» планируется в том числе осуществить заказ дополнительных 115 ракет, что увеличит общий объём закупок до 540 ракет. Программа LEP включает в себя ряд подпроектов. Они включают в себя работы по замены двигателей, ИНС, компонентов электроники ракет и работ по модификации боевых блоков.
При этом программа поставки 108 ракет в 2008—2012 годах оценивается в 15 миллиардов долларов. Что в расчёте на одну ракету даёт стоимость 139 миллионов долларов.
Последняя партия ИНС Mk6 была заказана в рамках бюджета 2001 финансового года. Возобновление её производства признано нерентабельным. Кроме того, попытки интегрирования современной электроники в изделие основанное на технологиях 20-летней давности будет неэффективным и связано с высокими техническими рисками. Поэтому принято решение разрабатывать ИНС следующего поколения — Next Generation Guidance (NGG).
В рамках данной программы выделены ряд ключевых технологий требующих дополнительных инвестиций — разработка датчиков, радиационно-стойкой электроники, которые будут осуществляться в рамках совместной программы ВВС и ВМС. Всего в 2004 году в рамках совместных научно исследовательских разработок были запущены четыре стратегических программы исследований:
- Reentry System Applications Program (RSAP) — технологии для применения на боевых блоках;
- Strategic Guidance Applications Program (GAP) — технологии необходимые для создания ИНС нового поколения;
- Strategic Propulsion Applications Program (SPAP) — технологии в области ракетных двигателей и их топлив;
- Radiation Hardened Applications Program (RHAP) — создание радиационно-стойкой электроники.

Ведутся также работы по модернизации и созданию новых типов боевых блоков для ракет «Трайдент II». Кроме программ по продлению сроков эксплуатации ББ W76 (англ. Life Extension Program, LEP) существует ряд программ по созданию новых боевых блоков.
Enhanced Effectiveness (E2) — программа по резкому увеличению точности боеголовок W76 в рамках программы продления срока эксплуатации. Боевой блок W76 предлагалось оснастить GPS приёмником, упрощённой ИНС и управлением с помощью закрылков (англ. flap steering system). Это позволило бы корректировать траекторию боевого блока во время прохождения плотных слоёв атмосферы. Но при этом размеры и масса модернизированного блока получались больше чем у W88. Программа была рассчитана на три года. ВМС США запрашивали средства на начало разработок в бюджете 2003 года. Однако эта инициатива была отклонена Конгрессом. С тех пор ВМС больше не запрашивало выделение средств на эту программу и она была заморожена.
Conventional TRIDENT Modification (CTM) — программа ВМФ США — по созданию неядерного варианта ракеты «Трайдент II» (так называемый конвенциональный «Трайдент»). Этот вариант предложен ВМС США в рамках программы Пентагона по созданию оружия быстрого реагирования (англ. Prompt Global Strike). Основным требованием программы Prompt Global Strike является создание оружейного комплекса, способного нанести удар по любой точке земного шара в течение 1 часа после отданного приказа. В рамках этой программы ВВС разрабатывают гиперзвуковую ракету X-51. ВМС США предложили заменить на каждой из ПЛАРБ типа «Огайо» две ракеты с ядерными боезарядами на ракеты с обычными боевыми частями. Подробности данной программы не разглашаются, но по сообщениям некоторых источников эта программа является продолжением программы Enhanced Effectiveness. В перспективе ВМС надеется с помощью модернизированного боевого блока, с коррекцией на атмосферном участке по данным GPS, получить КВО порядка 9 метров (30 футов).
ВМС запрашивали на эту программу в 2007 и 2008 финансовом году 200 миллионов долларов. Однако Конгресс не выделил финансирование, мотивировав отказ тем, что ВМС необходимо повести ряд исследований:
- описать сценарии событий, при которых будут использоваться данные ракеты и рассмотреть возможности использования альтернатив;
- определить механизмы передачи приказа на пуск обыкновенных ракет и оценить повышение рисков несанкционированного запуска ракет с ядерными боеголовками;
- оценить возможности начала ядерной войны, в связи с рисками распознавания системами предупреждения о ядерном нападении России и Китая запусков конвенциональных ракет как нанесение США ядерного удара. Предложить способы уменьшения этих рисков;
- оценить перспективы создания Россией и Китаем аналогичных систем. Предложить способы различения пусков таких ракет от пусков ракет с ядерными боезарядами[41].

Созданная комиссия 15 марта 2008 года предоставила Сенату свои выводы. Комиссия рекомендовала продолжить работы по программе CTM, так как ближайшие альтернативные варианты не ожидаются ранее 2015 года и их разработка связана с высокими техническими рисками. Тем не менее, запрос ВМС о выделении 43 миллионов долларов в 2009 финансовом году также был отклонён Конгрессом. Несмотря на это, ВМС и «Локхид Мартин» заявили о намерении провести в августе 2009 года испытательный тест «Life Extension Test Bed-2» (LETB-2). Во время этого пуска должна быть протестирована ракета модернизированная по программе LEP и испытаны модернизированные боевые блоки Mk4, предлагаемые фирмой «Локхид Мартин» для конвенционального «Трайдента».
| Хронология закупок и пусков ракет «Трайдент II» | Хронология закупок и пусков ракет «Трайдент II» | Хронология закупок и пусков ракет «Трайдент II» | Хронология закупок и пусков ракет «Трайдент II» | Хронология закупок и пусков ракет «Трайдент II» | Хронология закупок и пусков ракет «Трайдент II» | Хронология закупок и пусков ракет «Трайдент II» |
| Год                                             | США                                             | США                                             | США                                             | Великобритания                                  | Великобритания                                  | Великобритания                                  |
| Год                                             | закупки, млн $                                  | закупки, шт.                                    | пуски, шт.                                      | закупки, млн £                                  | закупки, шт.                                    | пуски, шт.                                      |
| ----------------------------------------------- | ----------------------------------------------- | ----------------------------------------------- | ----------------------------------------------- | ----------------------------------------------- | ----------------------------------------------- | ----------------------------------------------- |
| 1987                                            | 1314                                            | 21                                              | 8                                               |                                                 |                                                 |                                                 |
| 1988                                            | 2003                                            | 66                                              | 9                                               |                                                 |                                                 |                                                 |
| 1989                                            | 1849                                            | 66                                              | 8                                               |                                                 |                                                 |                                                 |
| 1990                                            | 1335                                            | 41                                              | 11                                              |                                                 | 3                                               |                                                 |
| 1991                                            | 1665,8                                          | 52                                              | 11                                              |                                                 |                                                 |                                                 |
| 1992                                            | 1259,7                                          | 28                                              | 22                                              |                                                 | 23                                              |                                                 |
| 1993                                            | 872                                             | 21                                              | 4                                               |                                                 | 18                                              |                                                 |
| 1994                                            | 1131                                            | 24                                              | 5                                               |                                                 |                                                 | 2                                               |
| 1995                                            | 721                                             | 18                                              | 5                                               |                                                 |                                                 | 2                                               |
| 1996                                            |                                                 | 6                                               | 6                                               |                                                 |                                                 |                                                 |
| 1997                                            | 313                                             | 7                                               | 4                                               |                                                 | 7                                               | 2                                               |
| 1998                                            | 266,6                                           | 5                                               | 4                                               |                                                 | 7                                               |                                                 |
| 1999                                            | 310,3                                           | 5                                               | 6                                               |                                                 |                                                 |                                                 |
| 2000                                            | 487,1                                           | 12                                              | 2                                               |                                                 |                                                 | 1                                               |
| 2001                                            | 417,2                                           | 12                                              | 4                                               |                                                 |                                                 |                                                 |
| 2002                                            | 534,9                                           | 12                                              | 6                                               |                                                 |                                                 |                                                 |
| 2003                                            | 573                                             | 12                                              | 4                                               |                                                 |                                                 |                                                 |
| 2004                                            | 640,3                                           | 12                                              | 4                                               |                                                 |                                                 |                                                 |
| 2005                                            | 715,3                                           | 5                                               | 4                                               |                                                 |                                                 | 1                                               |
| 2006                                            | 905,2                                           | 0                                               | 4                                               |                                                 |                                                 |                                                 |
| 2007                                            | 915,9                                           | 0                                               | 3                                               |                                                 |                                                 |                                                 |
| 2008                                            | 1042,2                                          | 12                                              | 4                                               |                                                 |                                                 |                                                 |
| 2009                                            | 1085                                            | 24                                              | 4                                               |                                                 |                                                 | 1                                               |
| 2010                                            | 1060,5                                          | 24                                              |                                                 |                                                 |                                                 |                                                 |
| 2011                                            |                                                 |                                                 | 1                                               |                                                 |                                                 |                                                 |
| ИТОГО                                           |                                                 | 485                                             | 143                                             |                                                 | 58                                              | 9                                               |

## Эксплуатация ракет и текущее состояние
Носителями ракет в ВМС США являются подводные лодки типа «Огайо», каждая из которых вооружена 24 ракетами. По состоянию на 2009 год ВМС США располагают 14 лодками этого типа. Ракеты устанавливаются в шахты ПЛАРБ при выходе на боевое дежурство. После возвращения с боевого дежурства ракеты выгружаются с лодки и перемещаются в специальное хранилище. Хранилищами ракет оборудованы только ВМБ Бангор и Кингс-Бей. Во время пребывания ракет в хранилище на них проводятся работы по техническому обслуживанию.
Пуски ракет осуществляются в процессе тестовых испытаний. Тестовые испытания производятся в основном в двух случаях. После существенных модернизаций и для подтверждения боеспособности пуски ракет осуществляются в испытательных и исследовательских целях (англ. Research and Development Test). Также в рамках приёмо-сдаточных испытаний при принятии на вооружение и после капитального ремонта каждая ПЛАРБ производит контрольно-тестовый запуск ракет (англ. Demonstration and Shakedown Operation, DASO).
По планам в 2010—2020 две лодки будут находиться на капитальном ремонте с перезарядкой реактора. По состоянию на 2009 год КОН лодок типа «Огайо» составляет 0,6, поэтому в среднем на боевом дежурстве будут находиться 8 лодок и в постоянной готовности к запуску находится 192 ракеты.
Договором СНВ-II предусматривалась разгрузка «Трайдент-2» с 8 до 5 боезарядов и ограничения числа ПЛАРБ 14 единицами. Но в 1997 году выполнение этого договора было заблокировано Конгрессом с помощью специального закона.
8 апреля 2010 года президентами России и США был подписан новый договор по ограничению стратегических наступательных вооружений — СНВ-III. По положениям договора ограничивается общее число развёрнутых ядерных боезарядов 1550 единицами для каждой из сторон. Общее число развёрнутых межконтинентальных баллистических ракет, баллистических ракет подводных лодок и стратегических бомбардировщиков-ракетоносцев для России и США не должно превышать 700 единиц, и ещё 100 носителей могут быть в резерве, в неразвёрнутом состоянии. Под действие этого договора попадают и ракеты «Трайдент-2». По состоянию на 1 июля 2009 года США располагали 851 носителем и часть из них должна быть сокращена. Пока планы США не оглашаются, поэтому коснётся ли данное сокращение «Трайдент-2», достоверно неизвестно. Обсуждается вопрос сокращения количества подводных лодок типа «Огайо» с 14 до 12 при сохранении общего количества развёрнутых на них боеголовок.
| Развёртывание ракет «Трайдент-2» в ВМС США и боеголовок на них по годам | Развёртывание ракет «Трайдент-2» в ВМС США и боеголовок на них по годам | Развёртывание ракет «Трайдент-2» в ВМС США и боеголовок на них по годам | Развёртывание ракет «Трайдент-2» в ВМС США и боеголовок на них по годам | Развёртывание ракет «Трайдент-2» в ВМС США и боеголовок на них по годам | Развёртывание ракет «Трайдент-2» в ВМС США и боеголовок на них по годам | Развёртывание ракет «Трайдент-2» в ВМС США и боеголовок на них по годам | Развёртывание ракет «Трайдент-2» в ВМС США и боеголовок на них по годам | Развёртывание ракет «Трайдент-2» в ВМС США и боеголовок на них по годам | Развёртывание ракет «Трайдент-2» в ВМС США и боеголовок на них по годам | Развёртывание ракет «Трайдент-2» в ВМС США и боеголовок на них по годам | Развёртывание ракет «Трайдент-2» в ВМС США и боеголовок на них по годам | Развёртывание ракет «Трайдент-2» в ВМС США и боеголовок на них по годам | Развёртывание ракет «Трайдент-2» в ВМС США и боеголовок на них по годам |
| Дата                                                                    | Количество ПЛАРБ                                                        | Количество развёрнутых ракет                                            | Боеголовки W88/Mk-5A                                                    | Боеголовки W88/Mk-5A                                                    | Боеголовки W76/Mk-4                                                     | Боеголовки W76/Mk-4                                                     | Боеголовки W76-1/Mk-4A                                                  | Боеголовки W76-1/Mk-4A                                                  | Всего ББ на «Трайдент-2»                                                | Всего боеголовок МСЯС                                                   | Всего боеголовок МСЯС                                                   | Всего боеголовок СЯС США                                                | Всего боеголовок СЯС США                                                |
| Дата                                                                    | Количество ПЛАРБ                                                        | Количество развёрнутых ракет                                            | Кол-во ББ на одной ракете                                               | Всего боеголовок                                                        | Кол-во ББ на одной ракете                                               | Всего боеголовок                                                        | Кол-во ББ на одной ракете                                               | Всего боеголовок                                                        | Всего ББ на «Трайдент-2»                                                | боеголовок МСЯС всего                                                   | доля «Трайдент-2» в МСЯС, %                                             | Кол-во                                                                  | Доля «Трайдент-2» в СЯС, %                                              |
| ----------------------------------------------------------------------- | ----------------------------------------------------------------------- | ----------------------------------------------------------------------- | ----------------------------------------------------------------------- | ----------------------------------------------------------------------- | ----------------------------------------------------------------------- | ----------------------------------------------------------------------- | ----------------------------------------------------------------------- | ----------------------------------------------------------------------- | ----------------------------------------------------------------------- | ----------------------------------------------------------------------- | ----------------------------------------------------------------------- | ----------------------------------------------------------------------- | ----------------------------------------------------------------------- |
| 1 января 1991                                                           | 2                                                                       | 48                                                                      |                                                                         | 384                                                                     |                                                                         |                                                                         |                                                                         |                                                                         | 384                                                                     | 5216                                                                    | 7,36                                                                    | 11 966                                                                  | 3,21                                                                    |
| 1 января 1992                                                           | 4                                                                       | 96                                                                      | 8                                                                       | 400                                                                     | 8                                                                       | 0                                                                       |                                                                         |                                                                         | 400                                                                     | 3472                                                                    | 11,52                                                                   | 8772                                                                    | 4,56                                                                    |
| 1 января 1993                                                           | 5                                                                       | 120                                                                     | 8                                                                       | 400                                                                     | 8                                                                       | 560                                                                     |                                                                         |                                                                         | 960                                                                     | 3520                                                                    | 27,27                                                                   | 8420                                                                    | 11,40                                                                   |
| 1 января 1994                                                           | 6                                                                       | 144                                                                     | 8                                                                       | 400                                                                     | 8                                                                       | 752                                                                     |                                                                         |                                                                         | 1152                                                                    | 3072                                                                    | 37,50                                                                   | 7872                                                                    | 14,63                                                                   |
| 1 января 1995                                                           | 7                                                                       | 168                                                                     | 8                                                                       | 400                                                                     | 8                                                                       | 944                                                                     |                                                                         |                                                                         | 1344                                                                    | 2880                                                                    | 46,67                                                                   | 7770                                                                    | 17,30                                                                   |
| 1 январь 1996                                                           | 8                                                                       | 192                                                                     | 8                                                                       | 384                                                                     | 8                                                                       | 1152                                                                    |                                                                         |                                                                         | 1536                                                                    | 3072                                                                    | 50,00                                                                   | 7947                                                                    | 19,33                                                                   |
| 1 января 1997                                                           | 9                                                                       | 240                                                                     | 8                                                                       | 384                                                                     | 8                                                                       | 1344                                                                    |                                                                         |                                                                         | 1728                                                                    | 3264                                                                    | 52,94                                                                   | 7139                                                                    | 24,21                                                                   |
| 1 января 1998                                                           | 10                                                                      | 240                                                                     | 8                                                                       | 384                                                                     | 8                                                                       | 1536                                                                    |                                                                         |                                                                         | 1920                                                                    | 3456                                                                    | 55,56                                                                   | 7256                                                                    | 26,46                                                                   |
| 1 января 1999                                                           | 10                                                                      | 240                                                                     | 8                                                                       | 384                                                                     | 8                                                                       | 1536                                                                    |                                                                         |                                                                         | 1920                                                                    | 3456                                                                    | 55,56                                                                   | 7206                                                                    | 26,64                                                                   |
| 1 января 2000                                                           | 10                                                                      | 216?                                                                    | 8                                                                       | 384                                                                     | 8                                                                       | 1536                                                                    |                                                                         |                                                                         | 1920                                                                    | 3456                                                                    | 55,56                                                                   | 7206                                                                    | 26,64                                                                   |
| 1 января 2001                                                           | 10                                                                      | 240                                                                     | 8                                                                       | 384                                                                     | 8                                                                       | 1536                                                                    |                                                                         |                                                                         | 1920                                                                    | 3456                                                                    | 55,56                                                                   | 7206                                                                    | 26,64                                                                   |
| 1 января 2002                                                           | 11                                                                      | 264                                                                     | 8                                                                       | 384                                                                     | 8                                                                       | 1728                                                                    |                                                                         |                                                                         | 2112                                                                    | 3120                                                                    | 67,69                                                                   | 6480                                                                    | 32,59                                                                   |
| 1 января 2003                                                           |                                                                         |                                                                         |                                                                         |                                                                         |                                                                         |                                                                         |                                                                         |                                                                         |                                                                         |                                                                         |                                                                         |                                                                         |                                                                         |
| 1 января 2004                                                           | 12                                                                      | 288                                                                     | 8                                                                       | 384                                                                     | 8                                                                       | 1920                                                                    |                                                                         |                                                                         | 2304                                                                    | 2736                                                                    | 84,21                                                                   | 5886                                                                    | 39,14                                                                   |
| 1 января 2005                                                           | 12                                                                      | 288                                                                     | 6                                                                       | 384                                                                     | 6                                                                       | 1344                                                                    |                                                                         |                                                                         | 1728                                                                    | 2016                                                                    | 85,71                                                                   | 4216                                                                    | 40,99                                                                   |
| 1 января 2006                                                           | 14                                                                      | 336                                                                     | 6                                                                       | 384                                                                     | 6                                                                       | 1632                                                                    |                                                                         |                                                                         | 2016                                                                    | 2016                                                                    | 100,00                                                                  | 5021                                                                    | 40,15                                                                   |
| 1 января 2007                                                           | 14                                                                      | 336                                                                     | 6                                                                       | 384                                                                     | 6                                                                       | 1632                                                                    |                                                                         |                                                                         | 2016                                                                    | 2016                                                                    | 100,00                                                                  | 5021                                                                    | 40,15                                                                   |
| 1 января 2008                                                           | 14                                                                      | 288                                                                     | 6                                                                       | 384                                                                     | 6                                                                       | 1344                                                                    |                                                                         |                                                                         | 1728                                                                    | 1728                                                                    | 100,00                                                                  | 4075                                                                    | 42,40                                                                   |
| 1 января 2009                                                           | 14                                                                      | 288                                                                     | 4—6                                                                     | 384                                                                     | 4—6                                                                     | 718                                                                     | 4—6                                                                     | 50                                                                      | 1152                                                                    | 1152                                                                    | 100,00                                                                  | 2202                                                                    | 52,32                                                                   |
| 1 января 2010                                                           | 14                                                                      | 288                                                                     | 4                                                                       | 384                                                                     | 4                                                                       | 568                                                                     | 4                                                                       | 200                                                                     | 1152                                                                    | 1152                                                                    | 100,00                                                                  | 2202                                                                    | 52,32                                                                   |

Носителями ракет в ВМФ Великобритании по состоянию на 2009 год являются четыре подводных лодки типа «Вэнгард». Каждая из подводных лодок вооружена 16 ракетами. ПЛАРБ в отличие от американских комплектуются только одним экипажем и эксплуатируются с гораздо меньшим КОН. В среднем на дежурстве находится только одна лодка.

## Тактико-технические характеристики
| Характеристика                                              | UGM-133A Трайдент II (D5)                                             |
| Основные характеристики                                     | Основные характеристики                                               |
| ----------------------------------------------------------- | --------------------------------------------------------------------- |
| Количество ступеней                                         | 3                                                                     |
| тип двигателей                                              | РДТТ                                                                  |
| Длина, м                                                    | 13,42                                                                 |
| Диаметр, м                                                  | 2,11                                                                  |
| Стартовая масса, кг                                         | 59 078                                                                |
| Масса головной части, кг                                    | 2800                                                                  |
| Максимальная дальность с полной нагрузкой, км               | 7800                                                                  |
| Максимальная дальность с уменьшенным количеством блоков, км | 11 300                                                                |
| Системы наведения                                           | инерциальная + астрокоррекция + GPS                                   |
| Круговое вероятное отклонение, м                            | 90 с GPS 120 с астрокоррекцией / 360—500 инерциальная                 |
| Тип головной части                                          | РГЧ ИН                                                                |
| Количество боевых блоков                                    | до 8 W88 (475 кт) или до 14 W76 (100 кт) по договору СНВ-3 не более 4 |
| Базирование                                                 | ПЛАРБ типов «Огайо» «Вэнгард»                                         |
| История запусков                                            |                                                                       |
| Всего запусков                                              | 156                                                                   |
| Из них успешных                                             | 151 (134 подряд)                                                      |
| Из них неудачных                                            | 4                                                                     |
| Из них частично неудачных                                   | 1                                                                     |
| Первый запуск                                               | 15 января 1987 года                                                   |
| Последний запуск                                            | 10 февраля 2021 года                                                  |

## Оценка проекта
Развёртывание ракетоносцев США с ракетами «Трайдент II» позволило выйти морским стратегическим ядерным силам США на новый качественный уровень. Межконтинентальная дальность ракет «Трайдент I» и «Трайдент II» позволила осуществлять боевое патрулирование ПЛАРБ США в районах непосредственно примыкающих к территории США. Это с одной стороны повысило боевую устойчивость подводных ракетоносцев, а с другой стороны позволило отказаться от использования передовых пунктов базирования за рубежом.
Баллистические ракеты подводных лодок, аналогичные ракете «Трайдент II», созданы на данный момент только четырьмя странами — США, Россией, Францией и Китаем. Созданная ещё в СССР модернизированная ракета третьего поколения Р-29РМ на жидком топливе при меньшей стартовой массе имеет сходную дальность и забрасываемую массу. По дальности и забрасываемому весу «Трайдент II» должна была превзойти твердотопливная ракета Р-39УТТХ «Барк», но из-за распада СССР она не была доработана. При этом точность советской ракеты третьего поколения как и американской ракеты третьего поколения «Трайдент-1» в четыре раза хуже, чем у ракеты четвёртого поколения «Трайдент II». Наиболее близким аналогом по тактико-техническим характеристикам является принятая на вооружение в России в 2007 году модификация ракеты Р-29РМ — Р-29РМУ2 «Синева». Она обладает сходным забрасываемым весом и максимальной дальностью стрельбы, имея меньший вес. Но, согласно публикуемым данным, она также не обладает точностью «Трайдент II». Дело в том, что точность предопределяет и номенклатуру целей ракет. Возможность поражения цели определяется избыточным давлением, создаваемым ударной волной при наземном взрыве боеголовки. Для поражения защищённой цели требуется создание избыточного давления порядка 100 атмосфер, а для высокозащищённых целей типа шахты Р-36М2 — 200 атмосфер. Если проанализировать значения избыточного давления для БРПЛ США, которые достигаются на расстояниях, равных КВО (вероятность попадания 50 %) и на расстояниях, равных 1,82 КВО (вероятность попадания 90 %):
| Радиус и вероятность попадания | Избыточное давление, атм | Избыточное давление, атм | Избыточное давление, атм | Избыточное давление, атм |
| Радиус и вероятность попадания | Poseidon                 | Trident I                | Trident II               | Trident II               |
| Радиус и вероятность попадания | W68                      | W76                      | W76                      | W88                      |
| ------------------------------ | ------------------------ | ------------------------ | ------------------------ | ------------------------ |
| 1 КВО (50 %)                   | 4,9—3,2                  | 16,7—6                   | 385                      | 1750                     |
| 1,82 КВО (90 %)                | 1,25—0,9                 | 3,7—1,55                 | 70                       | 307                      |

, то становится очевидно, что «Трайдент II» единственная из созданных баллистических ракет подводных лодок способна с высокой точностью поражать защищённые шахты межконтинентальных баллистических ракет и защищённые командные пункты. Высокие контрсиловые возможности «Трайдент II» в условиях уязвимости российских СЯС (только малая часть грунтовых комплексов и РПКСН находится на маршрутах патрулирования) предоставляют США большую свободу в выборе формы боевых действий для обеспечения ядерного сдерживания.
Характеристики созданных на данный момент Китаем и Францией баллистических ракет не достигают уровня ракет Р-29РМ и «Трайдент-2». Создаваемая во Франции ракета M51 по своим характеристикам приближается к «Трайдент-2», однако согласно приводимой в источниках информации, показатели точности и мощности доставляемых боеголовок так и не будут достигнуты. Разрабатываемая в России новая БРПЛ Р-30 «Булава» будет иметь гораздо меньший забрасываемый вес (1150 кг против 2800 у «Трайдент-2»).
Высокая надёжность комплекса подтверждена самой длительной непрерывной безаварийной серией запусков. С 4 декабря 1989 по 19 декабря 2009 совершено 130 успешных запусков. Высокая эффективность и сравнительно малая стоимость содержания ПЛАРБ вооружённых ракетами «Трайдент-2» привела к тому, что морские стратегические силы занимают лидирующие позиции в ядерной триаде США и по состоянию на 2007 год обеспечивают развёртывание 2116 из общего количества в 3492 боезаряда, что составляет 60 %.
Согласно планам Пентагона высокие характеристики надёжности, боевой эффективности ракет «Трайдент-2» и проводимые мероприятия по продлению их ресурса позволят эксплуатировать их до 2042 года. 

Предположительно к 2030 году США необходимо будет разработать новую БРПЛ, которая предположительно будет называться Trident E-6.
| ТТХ                                 | Р-29РМ                                      | Синева                                      | Р-39         | Булава                                               | Трайдент I       | Трайдент II      | M51      | M51.2    | Цзюйлан-2           | Цзюйлан-3           |
| ----------------------------------- | ------------------------------------------- | ------------------------------------------- | ------------ | ---------------------------------------------------- | ---------------- | ---------------- | -------- | -------- | ------------------- | ------------------- |
| Разработчик (головное учреждение)   | ГРЦ                                         | ГРЦ                                         | ГРЦ          | МИТ                                                  | Lockheed Martin  | Lockheed Martin  | EADS     | EADS     | Хуан Вэйлу (黄纬禄) | Хуан Вэйлу (黄纬禄) |
| Год принятия на вооружение          | 1986                                        | 2007                                        | 1984         | 2012                                                 | 1979             | 1990             | 2010     | 2010     | 2009                | —                   |
| Максимальная дальность стрельбы, км | 8300                                        | 11 500                                      | 8250         | 9300                                                 | 7400             | 11 300           | 9000     | 10 000   | 8000                | 9000                |
| Забрасываемый вес, кг               | 2800                                        | 2800                                        | 2550         | 1150                                                 | 1500             | 2800             | —        | —        | 700                 | —                   |
| Мощность боевых блоков, кт          | 4×200, 10×100                               | 4×500, 10×100                               | 10×200       | 6×150                                                | 6×100            | 8×475, 12×100    | 6—10×150 | 6—10×100 | 1×1000, 1×250, 4×90 | —                   |
| КВО, м                              | 550                                         | 250                                         | 500          | 120…350                                              | 380              | 90…500           | 150…200  | 150…200  | 500                 | —                   |
| Противодействие ПРО                 | Настильная траектория, РГЧ ИН, средства РЭБ | Настильная траектория, РГЧ ИН, средства РЭБ | РГЧ ИН       | Сокращённый активный участок, настильная траектория, | РГЧ ИН           | РГЧ ИН           | РГЧ ИН   | РГЧ ИН   | РГЧ ИН              | РГЧ ИН              |
| Стартовая масса, т                  | 40,3                                        | 40,3                                        | 90,0         | 36,8                                                 | 32,3             | 59,1             | 52,0     | 56,0     | 20,0                | —                   |
| Длина, м                            | 14,8                                        | 14,8                                        | 16,0         | 11,5                                                 | 10,3             | 13,5             | 12,0     | 12,0     | 11,0                | —                   |
| Диаметр, м                          | 01,9                                        | 01,9                                        | 02,4         | 02,0                                                 | 01,8             | 02,1             | 02,3     | 02,3     | 02,0                | —                   |
| Тип старта                          | Мокрый (заполнение водой)                   | Мокрый (заполнение водой)                   | Сухой (АРСС) | Сухой (ТПК)                                          | Сухой (мембрана) | Сухой (мембрана) |          |          |                     | —                   |